# Морро-д’Альба
Морро-д’Альба (итал. Morro d'Alba) — коммуна в Италии, располагается в области Марке, подчиняется административному центру Анкона.
Население население коммуны, на 01.01.2024 года, составляет 1825 человек, плотность населения ─ 93,52 чел./км². Комуна занимает площадь 19,51 км². Почтовый индекс — 60030. Телефонный код — 0731.
Святым покровителем коммуны почитается архангел Михаил, день его памяти ежегодно отмечается 29 сентября.

## Демография
Динамика населения:

## Администрация коммуны
- Официальный сайт: http://www.comune.morrodalba.an.it/